# ファブリル・グラス

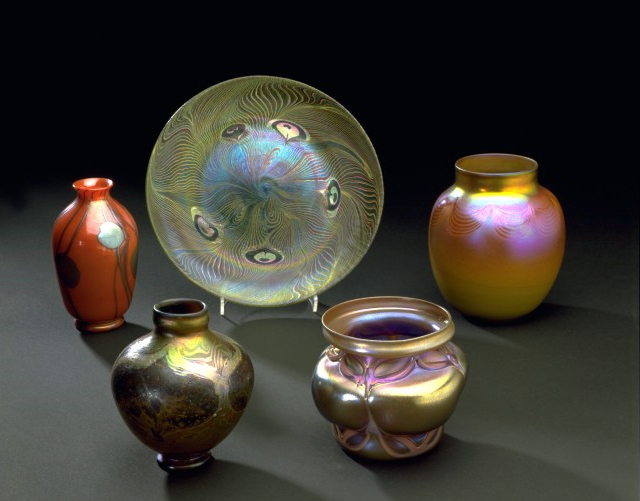
ファブリル・グラスの見本（1896年-1902年）

ファブリル・グラス（Favrile glass）は、ルイス・コンフォート・ティファニーがデザインした玉虫色のアートガラスの一種である。1894年の特許取得後、1896年に生産が開始された。その独特の色合いとともに、ガラスそれ自体が内部から発色している点で、他の多くの玉虫色のガラスとは異なっている。ティファニーのステンドグラス窓はファブリル・グラスが使用されている。

## 歴史
ティファニーは、1892年に自身にとって初となるガラス製造会社を設立し、ティファニーガラス装飾会社と称していた。その工場であるティファニー炉はニューヨーク、クイーンズ区のコロナに位置し、熟練した腕を持つイギリスからの移民であるアーサー・J・ナッシュによって運営されていた。ここで、金属酸化物をガラスに吸収させて溶融ガラスに添加することで、虹色に色付いた豪華な表面の効果を生み出すというティファニー独特のガラス工芸の技法が確立された。
1894年、ティファニーはファブリル・グラスの特許を取得する。最初のファブリル・グラス製品が完成したのは1896年のことである。
1865年、ティファニーはヨーロッパ旅行に出る。ロンドンのサウス・ケンジントン博物館（後にヴィクトリア&アルバート博物館へと改称）を訪れ、そこで古代ローマやシリアのガラスを目にして感銘を受ける。地中海のガラスの彩色の妙に魅せられたティファニーは、現代のガラスの質もより進化させられるはずだと確信する。
1900年のパリ万博で、ファブリル・グラスはグランプリを受賞した。

## デザイン
ファブリル・グラスが他の玉虫色のガラスと異なっているのは、その色が単に表面上に着色されているのではなく、ガラスそのものの中に色がついているという点にある。元々の商標である「Fabrile」という名称は、「手細工」や手作りを意味する「fabrile」という古英語の単語に由来する。「その方がより語感が良い」という理由で、ティファニーは後にこれを「Favrile」へと変更した。
ファブリル・グラスに特徴的な色には、「ゴールドラスター」、「サミアン・レッド」、「マザリン・ブルー」、ターコイズ・ブルー（Tel-al-amana）、アクアマリンなどがある。

## 使用
ファブリル・グラスは、色や形を使って窓に模様を描くというティファニーの着想に基づいて制作されたステンドグラスに用いられた初のアートグラスである。ファブリル・グラスは、デトロイトのガーディアン・ビルディングに置かれた大きな飾り時計の背景にも使用されている。